# Nannothemis bella
Espèce
La nannothème elfe (Nannothemis bella)  est une espèce de la famille des Libellulidae appartenant au sous-ordre des anisoptères dans l'ordre des odonates. 
C'est la seule espèce du genre Nannothemis. Il s'agit du plus petit anisoptère d'Amérique du Nord.  Cette petite libellule est mentionnée dans l'est des États-Unis et dans les provinces canadiennes de l'est (Ontario, Québec, Nouveau-Brunswick et Nouvelle-Écosse) .

## Description
L'adulte mesure entre 18 et 20 mm. Chez le mâle mature, le corps (thorax et abdomen) est bleu-gris pruineux. Les mâles immatures sont de couleur noire. La femelle a une coloration très différente. Son thorax est noir avec des bandes jaunes et l'abdomen est également noir avec des motifs jaunes qui s'atténuent vers la base .

## Habitat
Nannothemis bella semble préférer les lacs à rives flottantes et aux eaux fortement acides, les tourbières minérotrophes et les étangs tourbeux .